# Lonchorhina marinkellei
Lonchorhina marinkellei is een zoogdier uit de familie van de bladneusvleermuizen van de Nieuwe Wereld (Phyllostomidae). De wetenschappelijke naam van de soort werd voor het eerst geldig gepubliceerd door Hernandez-Camacho & Cadena-G. in 1978.

## Voorkomen
De soort komt voor in Colombia.